# Puerto Escondido (kommun)
Puerto Escondido är en kommun i Colombia.   Den ligger i departementet Córdoba, i den nordvästra delen av landet, 500 km norr om huvudstaden Bogotá. Antalet invånare är 21 786. Arean är 423 kvadratkilometer.
Terrängen i Puerto Escondido är platt.